# Campionato africano femminile di pallavolo 2013
Il campionato africano femminile di pallavolo 2013 si è svolto dal 14 al 19 settembre 2013 a Nairobi, in Kenya. Al torneo hanno partecipato 6 squadre nazionali africane e la vittoria finale è andata per l'ottava volta, la seconda consecutiva, al Kenya.

## Regolamento
Le sei squadre partecipanti hanno disputato un girone all'italiana.

## Podio

### Campione
Formazione: 1 Jane Wacu, 2 Evelyn Makuto, 4 Esther Gatere, 5 Diana Khisa, 6 Ruth Jepngetich, 7 Janet Wanja, 8 Violet Makuto, 9 Elizabeth Wanyama, 14 Mercy Moim, 15 Brackcides Khadambi, 17 Gaudencia Makokha, 18 Monica Biama, CT: David Lungaho

### Secondo posto
Formazione: 1 Mbala Eba'a, 2 Nana Tchoudjang, 3 Nyoyo Tatchou, 4 Iroune Mekong, 6 Nzeko Tchebetchou, 7 Yomkil Ngo, 8 Henriette Koulla, 9 Bissene Baran, 10 Bassoko Moma, 11 Ntame Ngon, 14 Ngome Ahone, 15 Abdoulkarim Fawziya, CT: Nane Eone

### Terzo posto
Formazione: 2 Fatma Agrebi, 4 Zohara Rihani, 5 Fatma Ktari, 7 Nihel Ghoul, 8 Rahma Agrebi, 9 Kaouthar Jemall, 10 Maissa Lengliz, 11 Meserra Ben Halima, 12 Maroua Barhoumi, 13 Abir Othmani, 14 Khouloud Jenhani, 19 Nihed Bouraoui, CT: Mohamed Messalmani

## Classifica finale
| Classifica | Squadre |
| ---------- | ------- |
|            | Kenya   |
|            | Camerun |
|            | Tunisia |
| 4          | Senegal |
| 5          | Egitto  |
| 6          | Algeria |